# Higher Love
Higher Love è un singolo del cantante britannico Steve Winwood, pubblicato il 20 giugno 1986 come primo estratto dal quarto album in studio Back in the High Life.

## Descrizione
Il brano è stato scritto da Steve Winwood e Will Jennings. La produzione è di Russ Titelman. La voce femminile del brano è di Chaka Khan, che appare anche nel videoclip. La canzone è stata registrata a New York presso l'Unique Recording Studio.
Il singolo arriva in prima posizione nella Billboard Hot 100 ed in Canada.

## Premi
Nell'ambito dei Grammy Awards 1987 il brano ha vinto il Grammy Award alla miglior interpretazione vocale maschile e il Grammy Award alla registrazione dell'anno.

## Video musicale
Il videoclip, diretto dai registi Peter Kagan e Paula Greif, ha ricevuto diverse nomination agli MTV Video Music Awards 1987 senza vincere alcun premio.

## Tracce
7"
1. Higher Love – 4:14
2. And I Go – 4:12

## Versione di Kygo e Whitney Houston
Nel 2019 è stata realizzata una cover del brano dal DJ norvegese Kygo assieme a Whitney Houston.